# Hintere Gasse 4 (Ellingen)

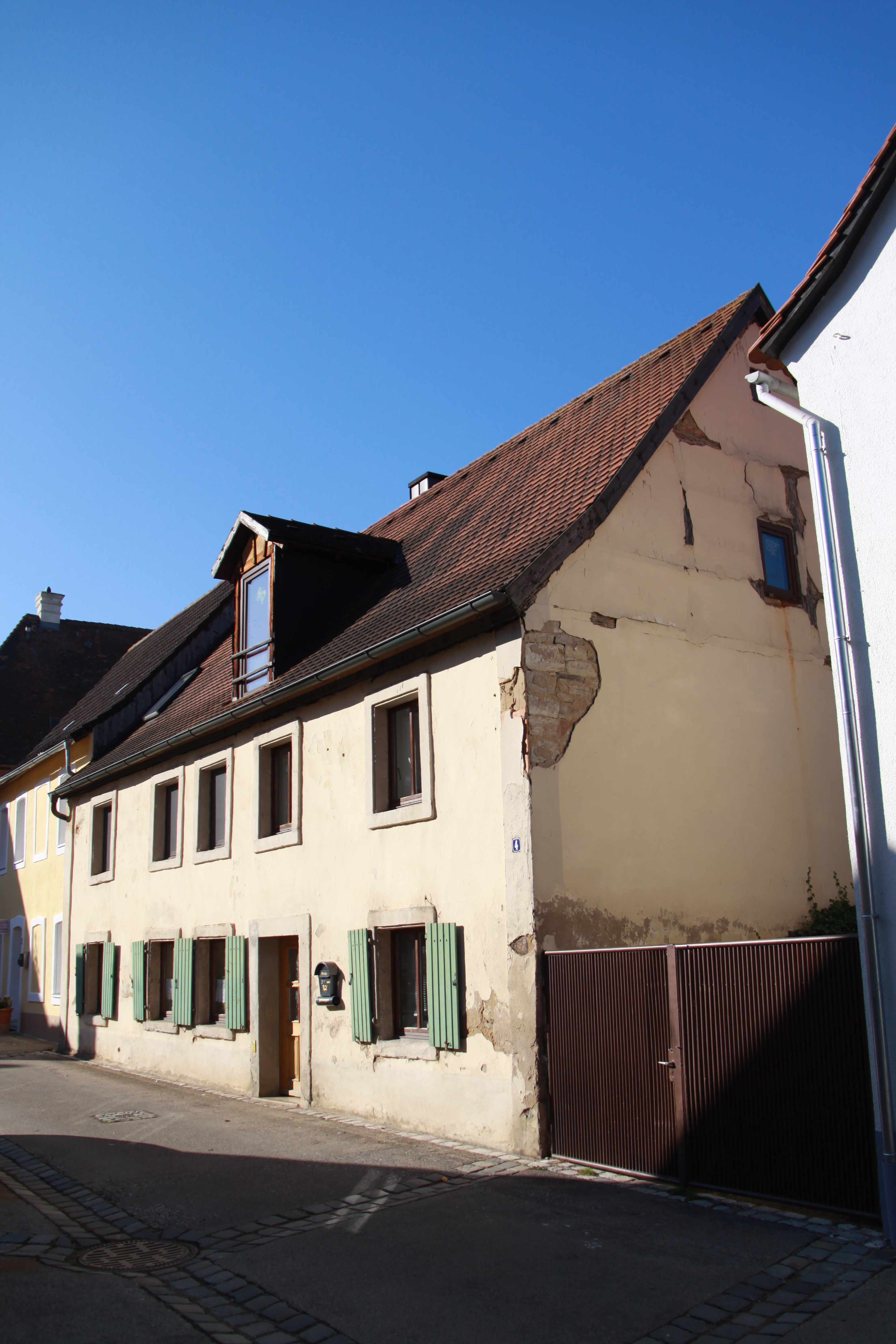
Gebäude Hintere Gasse 4 (Oktober 2012)

Das Haus Hintere Gasse 4 ist ein Wohngebäude in Ellingen im mittelfränkischen Landkreis Weißenburg-Gunzenhausen (Bayern). Das Gebäude ist unter der Denkmalnummer D-5-77-125-23 als Baudenkmal in die Bayerische Denkmalliste eingetragen.
Das Haus grenzt westlich unmittelbar an den Schlosspark Ellingen der Residenz Ellingen an. Es steht direkt in der Ellinger Altstadt auf einer Höhe von 394 Metern über NHN. Es wurde im 18. oder im frühen 19. Jahrhundert erbaut. Es ist ein zweigeschossiger traufständiger Satteldachbau mit Ecklisenen.